# Belavinakodige, Koppa
Belavinakodige là một làng thuộc tehsil Koppa, huyện Chikmagalur, bang Karnataka, Ấn Độ.